# Kissimmee
Kissimmee (IPA: [kiˈsimi]) er en by i staten Florida i USA med 79.226 (2020) indbyggere. Den er administrativt centrum i det amerikanske county Osceola County
Kvægdrift var den vigtigste del af den lokale økonomi indtil åbningen af den nærliggende Disney World i 1971. Siden da har turisme været den dominerende beskæftigelse og indtjening, selv om landbruget stadig er en vigtig faktor i den sydlige del af Osceola County.